# 聖馬爾塞洛 (卡尼亞薩斯區)
聖馬爾塞洛（西班牙語：San Marcelo），是巴拿馬的城鎮，位於該國中西部，由貝拉瓜斯省的卡尼亞薩斯區負責管轄，面積78.6平方公里，海拔高度252米，2010年人口1,476，人口密度每平方公里18.8人。